# 尤巴二世
尤巴二世（古希臘語： 或 古希臘語：，前48年—23年）是努米底亞末代國王，前任國王尤巴一世之子，前30年至前25年在位。

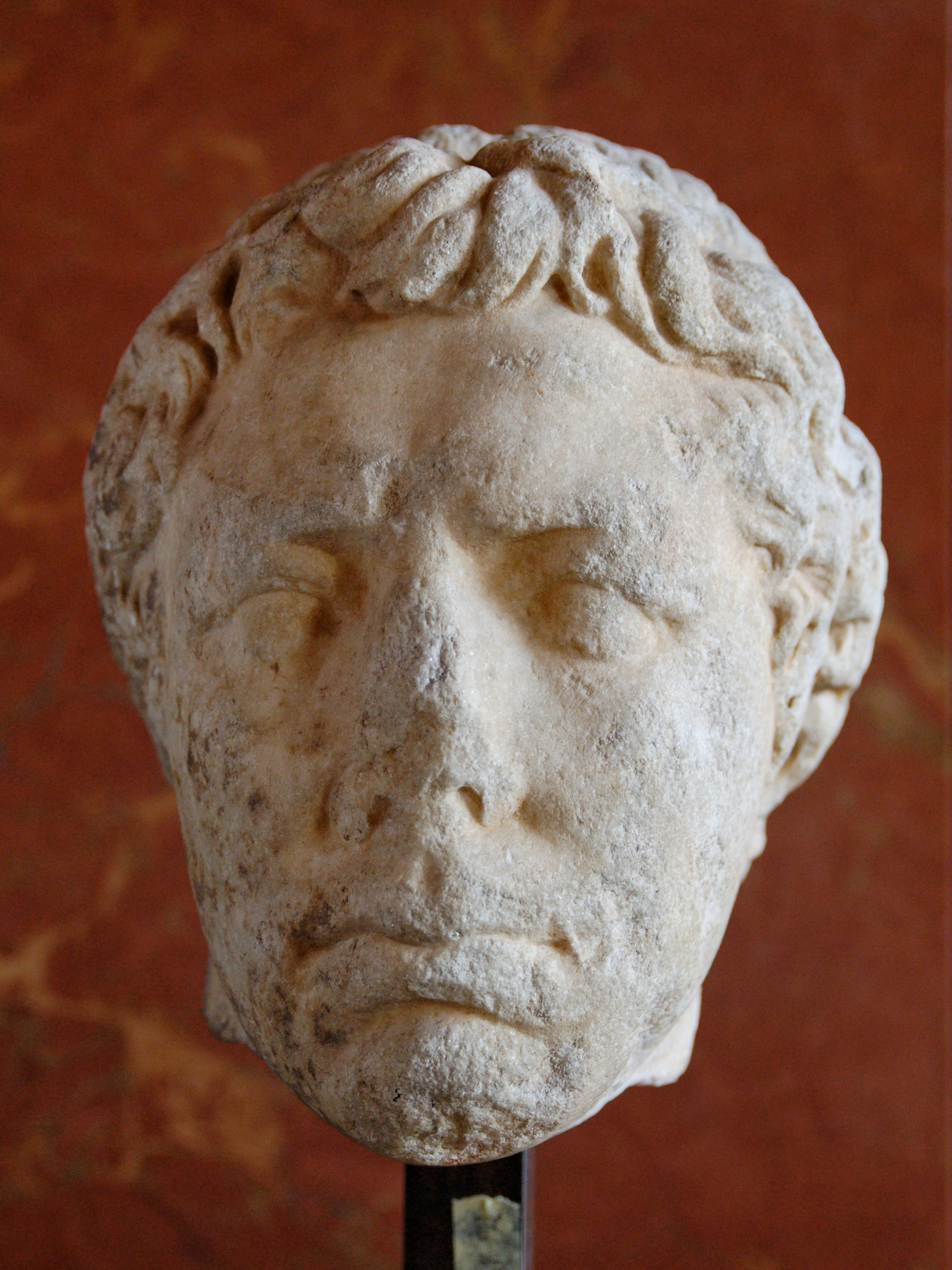

努米底亞被羅馬征服後，尤巴二世被立為羅馬茅利塔尼亞王國的傀儡國王。他的王后是著名埃及豔后克麗奧佩脫拉的女兒塞勒涅二世，兩人有1子1女：托勒密與德魯希拉。

## 外部來源
- Juba II 的存檔，存档日期2008-06-27. king of Mauretania – Dictionary of Greek and Roman Biography and Mythology
- Juba II （页面存档备份，存于） Encyclopædia Britannica